# Ockelbo
Ockelbo ist ein Ort (tätort) in der schwedischen Provinz Gävleborgs län und der historischen Provinz Gästrikland. Er liegt ca. 30 km nördlich von Sandviken und ist Hauptort der gleichnamigen Gemeinde.
Ockelbo vertritt Schweden in der European Charter – Villages of Europe, eine Gruppe ländlicher Gemeinden aus allen 28 EU-Ländern.

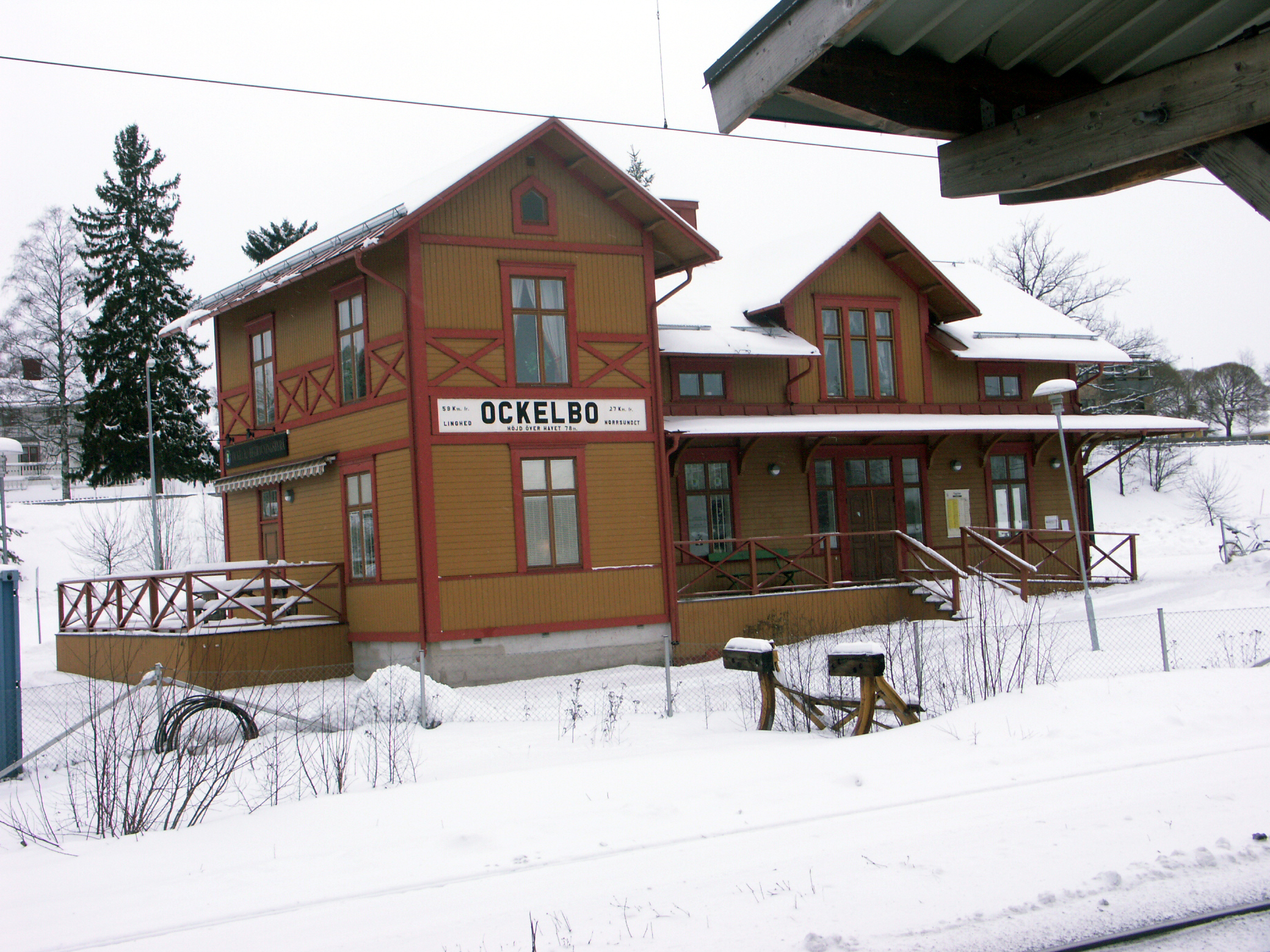
Der Bahnhof von Ockelbo

## Wirtschaft
Im Ort, der an der Eisenbahnhauptlinie Stockholm – Ånge (Norra stambanan) liegt, befindet sich Produktionsgüterindustrie. Gleich westlich des Ortes liegt das Industriemuseum Wij valsverk.

## Persönlichkeiten
- Egon Sundberg (1911–2015), schwedischer Fußballspieler und Musiker.
- Daniel von Schweden (* 1973), Ehemann von Kronprinzessin Victoria von Schweden, wuchs in Ockelbo auf.